# Касунгу
Касу́нгу (англ. Kasungu) — селище, центральний населений пункт та адміністративний центр дистрикту Касунгу Центрального регіону Малаві.
Населення — 58653 особи (2018, 39640 у 2008, 27754 у 1998, 11591 у 1987).